# Monuments nationaux de Livno
Cet article recense les monuments nationaux situés sur le territoire de la municipalité de Livno en Bosnie-Herzégovine et dans la fédération de Bosnie-et-Herzégovine. La liste établie par la Commission pour la protection des monuments nationaux compte 22 monuments nationaux inscrits sur la liste principale et 7 monuments inscrits sur une liste provisoire.

## Monuments nationaux
| Monument                                           | Localité | Géolocalisation | Datation                     | Commentaire éventuel                                                                                         | Photo |
| -------------------------------------------------- | -------- | --------------- | ---------------------------- | --- | ----- |
| Mosquée de Bali-aga Ljubunčić (Balaguša džamija)   | Livno    |                 | XVIe siècle                  | Avec sa cour et son cimetière                                                                                |       |
| Mosquée de Lala-pacha (Beglučka džamija)           | Livno    |                 | 1567-1568                    | |       |
| Site archéologique de Crkvina                      | Potočani |                 |                              | Ruine d'une église paléochrétienne, ruines d'une église médiévale, nécropole médiévale, objets divers        |       |
| Mosquée de Sinan Čauš (Džumanuša džamija)          | Livno    |                 | 1529                         | Site et vestiges                                                                                             |       |
| Čurčinica džamija                                  | Livno    |                 | Vers 1870 ?                  | Site et vestiges                                                                                             |       |
| Cimetière de Firduz                                | Livno    |                 | XVIIIe siècle                | Cimetière musulman                                                                                           |       |
| Couvent franciscain de Gorica                      | Livno    |                 | Fondé au XIVe siècle ; 1853  | |       |
| Cimetière Saint-Jean                               | Livno    |                 | À partir du XVe siècle ?     | Cimetière catholique ; site archéologique                                                                    |       |
| Site archéologique de Lištani-Podvornice           | Lištani  |                 |                              | Tombe de l'Antiquité tardive, églises paléochrétiennes, nécropole médiévale                                  |       |
| Mosquée Milošnik (Bušatlijina džamija)             | Livno    |                 | ?                            | |       |
| Pont sur le Duman                                  | Livno    |                 | XVIe siècle                  | Duman est le nom porté par la source de la rivière Bistrica.                                                 |       |
| Nécropole de Mramorje (Grborezi)                   | Grborezi |                 | Moyen Âge                    | Avec des stećci                                                                                              |       |
| Tour Pirija (Smailagića kula)                      | Livno    |                 | ?                            | |       |
| Site archéologique de Vašarovine                   | Priluka  |                 |                              | Vestiges de fortifications préhistoriques, tombe de l'âge du fer, vestiges d'une localité romaine, nécropole |       |
| Site archéologique de Velika gradina               | Vidoši   |                 | Préhistoire                  | Vestiges de fortifications                                                                                   |       |
| Site archéologique de Rapovine                     | Rapovine |                 | Moyen Âge                    | |       |
| Site archéologique de Rešetarica                   | Vržerala |                 | Antiquité tardive, Moyen Âge | Vestiges d'une basilique paléochrétienne, deux nécropoles                                                    |       |
| Église de la Dormition-de-la-Mère-de-Dieu de Livno | Livno    |                 | 1859                         | Église orthodoxe serbe ; avec ses biens mobiliers                                                            |       |
| Forteresse de Livno                                | Livno    |                 |                              | |       |
| Site de Veliki et de Mali Han                      | Lištani  |                 | Préhistoire, Moyen Âge       | Tumulus préhistorique et nécropole avec 84 stećci                                                            |       |
| Mosquée Zavra                                      | Livno    |                 | Avant 1604                   | |       |
| Église de l'Immaculée-Conception de Vidoši         | Vidoši   |                 | 1853-1856                    | Église catholique ; avec des biens mobiliers                                                                 |       |

## Liste provisoire
| Monument                                         | Localité           | Géolocalisation              | Datation           | Commentaire éventuel                  | Photo |
| ------------------------------------------------ | ------------------ | ---------------------------- | ------------------ | ------------------------------------- | ----- |
| Mosquée de Hadži Ahmed Dukatar (Glavica džamija) | Livno              | 43° 50′ 00″ N, 17° 00′ 00″ E | Entre 1562 et 1574 |                                       |       |
| Cimetière de Gorica                              | Livno              |                              |                    |                                       |       |
| Église de Kovačić                                | Kovačić-Ljubunčić  |                              |                    | Église catholique                     |       |
| Église de Lusnić                                 | Lusnić-Ljubunčić   |                              |                    | Église catholique, avec son cimetière |       |
| Église de Mali Guber                             | Mali Guber         |                              |                    | Église catholique                     |       |
| Tour de l'Horloge de Livno                       | Livno              |                              | Période ottomane   | Tour horloge                          |       |
| Église de Strupnić                               | Strupnić-Ljubunčić |                              |                    | Église catholique                     |       |